# Лаура Людвіг
Лаура Людвіг (нім. Laura Ludwig, нар. 13 січня 1986, Берлін, Німеччина) — німецька пляжна волейболістка, олімпійська чемпіонка, чемпіонка світу, дворазова чемпіонка Європи.
Золоту олімпійську медаль та звання олімпійської чемпіонки Людвіг виборола на Олімпіаді 2016 року в Ріо-де-Жанейро, граючи в парі зі своєю постійною партнеркою Кірою Валкенгорст.

## Виступи на Олімпіадах
| Олімпіада           | Дисципліна       | Місце |
| ------------------- | ---------------- | ----- |
| Пекін 2008          | пляжний волейбол | 9     |
| Лондон 2012         | пляжний волейбол | 5     |
| Ріо-де-Жанейро 2016 | пляжний волейбол | 1     |

## Галерея

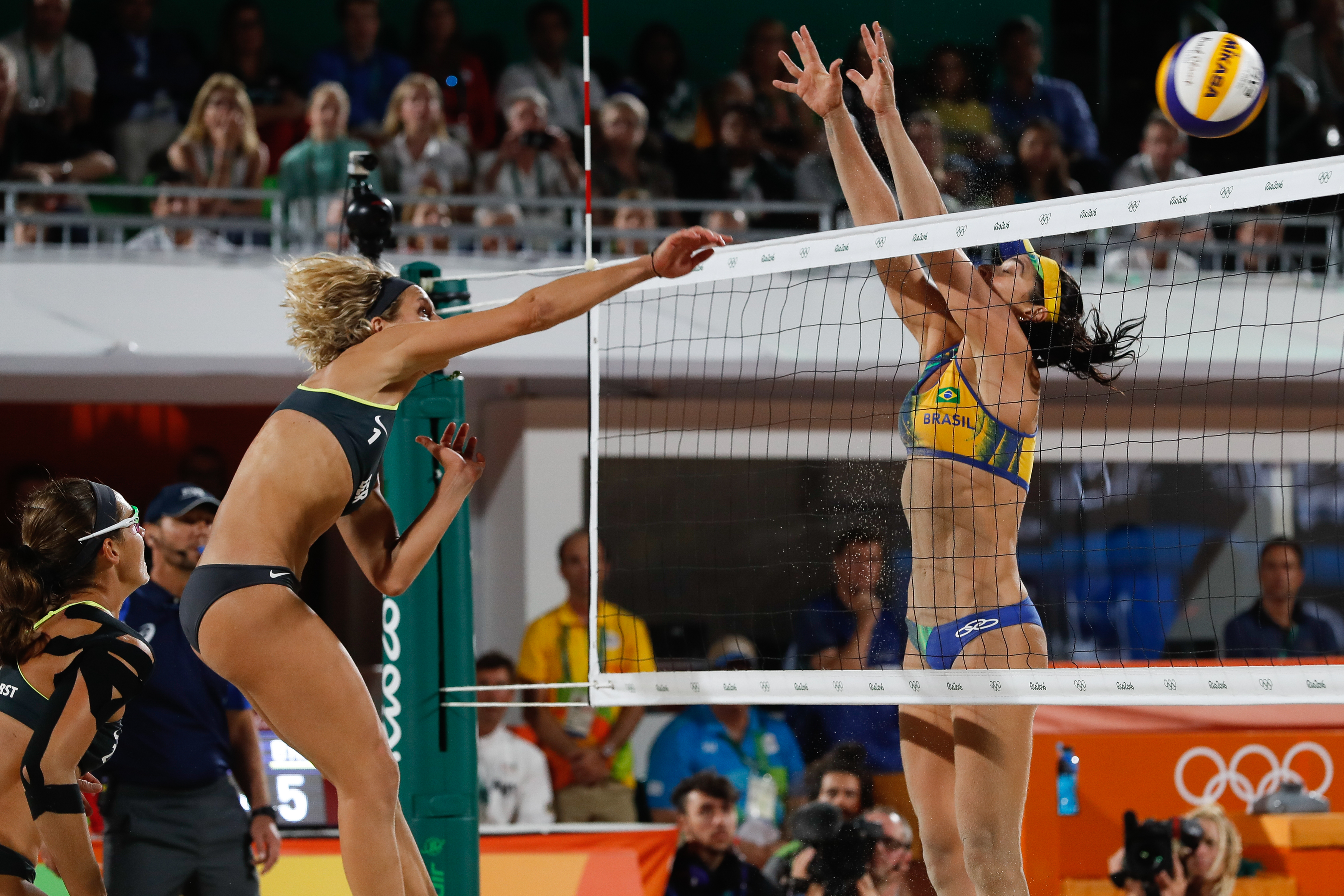
Фінал Олімпіади-2016.
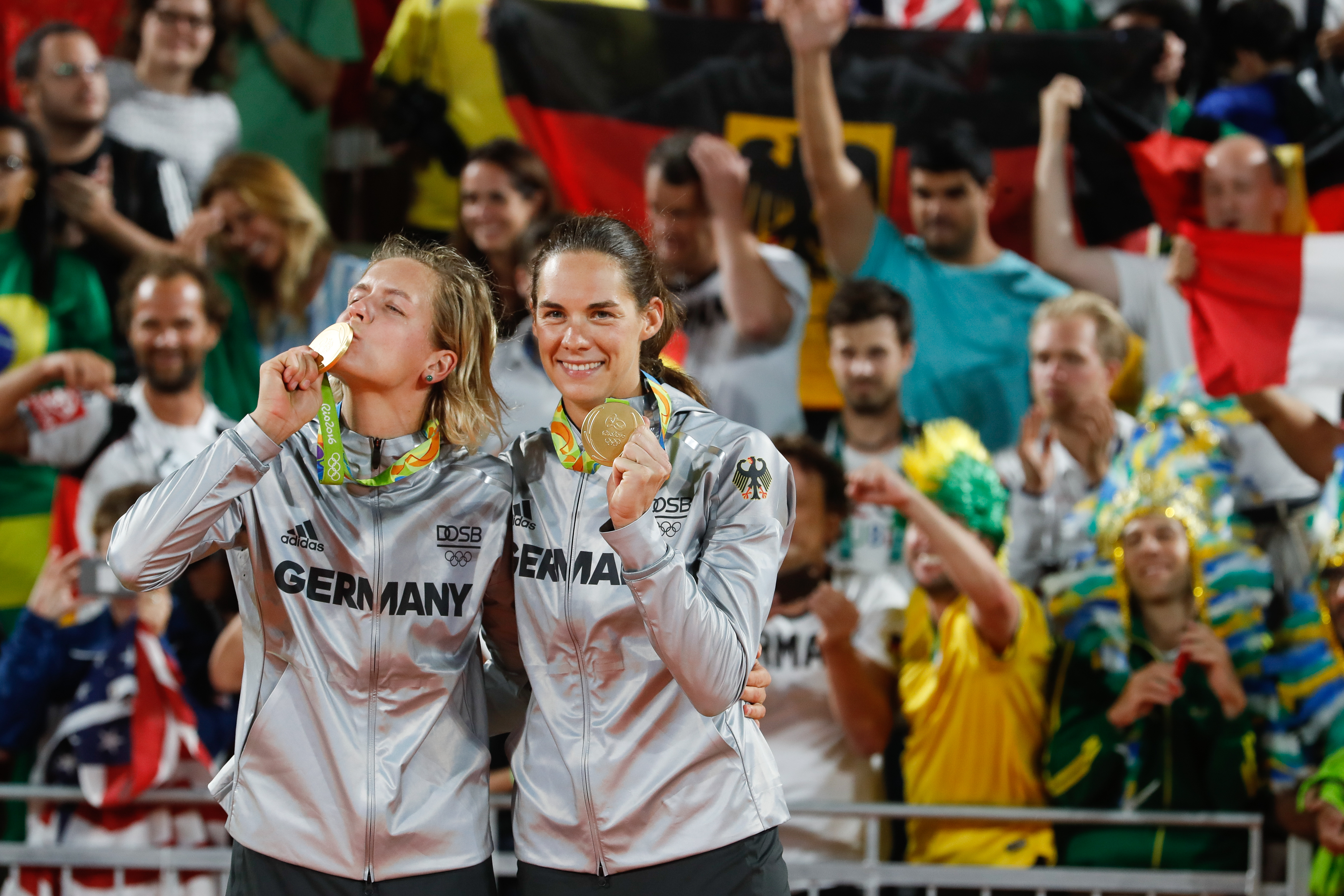
Олімпійські чемпіонки.